# Бернацкий, Николай Иванович
Николай Иванович Бернацкий (2 августа 1933, Юзкуи, Днепропетровская область — 23 октября 2006, Яркое Поле, АР Крым) — советский агроном, председатель колхозов «Путь коммунизма», «Украина» (Красногвардейский район), «Украина» (Кировский район); Герой Социалистического Труда, депутат Верховного Совета Крыма 1-го созыва, член Комиссии по разработке Конституции Крымской АССР. Украинец.

## Биография
Родился 2 августа 1933 года в селе Юзкуй. После окончания Крымского сельскохозяйственного института в 1958 году стал главным агроном в колхозе «Ленинец» Красногвардейского района Крымской области УССР.
С 1961 по 1962 год — председатель колхоза «Путь коммунизма».
С 1962 по 1972 год — председатель колхоза «Украина» Красногвардейского района. Под его руководством хозяйство достигло передовых показателей: 37 центнеров зерновых культур с гектара, поголовье крупного рогатого скота выросло до 3200 голов, надои с каждой из 1100 коров составляли не менее 3000 литров молока.
8 апреля 1971 года Указом Президиума Верховного Совета СССР за выдающиеся успехи, достигнутые в развитии сельскохозяйственного производства и выполнении пятилетнего плана продажи государству продуктов земледелия и животноводства ему было присвоено звание Героя Социалистического Труда с вручением ордена Ленина и золотой медали «Серп и Молот».
С 1972 по 1992 год — председатель колхоза «Украина» Кировского района.
С 1991 по 1994 год — депутат Верховного Совета Крыма 1-го созыва.
Умер 23 октября 2006 года в Симферополе.

## Награды
- Орден Ленина — дважды (1971 год, 1977 год)
- Орден Трудового Красного Знамени (1966 год)
- Орден «Знак Почёта» (1973 год)[3]